# Republica Austriacă (1919–1934)
Numele Prima Republică a Austriei desemnează regimul republican din Austria în Perioada interbelică. Republica (Republik Österreich) a luat ființă pe data de 21 octombrie 1919, în urma ratificării Tratatului de la Saint Germain en Laye. Astfel Republica Austria este succesorul statului efemer Austria Germană creat la dezmembrarea Imperiului Austro-Ungar. Constituția republicii este adoptată în 1920 și revizuită în 1929. Această perioadă a istoriei austriece este marcată de conflicte violente între dreapta și stânga, ca de exemplu cu ocazia revoltei din iulie 1927 sau a Războiului Civil Austriac din februarie 1934.
Existența republicii se termină odată cu Anschlussul de către Germania nazistă pe data de 12 martie 1938. Cu toate acestea, începând din 1933-1934 democrația pluripartită este înlocuită de un sistem fascsit numit austrofascism, această dictatură nemaiconsiderând statul ca o republică ci utilizând titlul de Statul Federal al Austriei (în germană Bundesstaat Österreich).

## Legături externe
- de  www.akustische-chronik.at – Cronica Austriei 1900–2000
- Istoria Austriei: Documente